# شاهين شيرازي

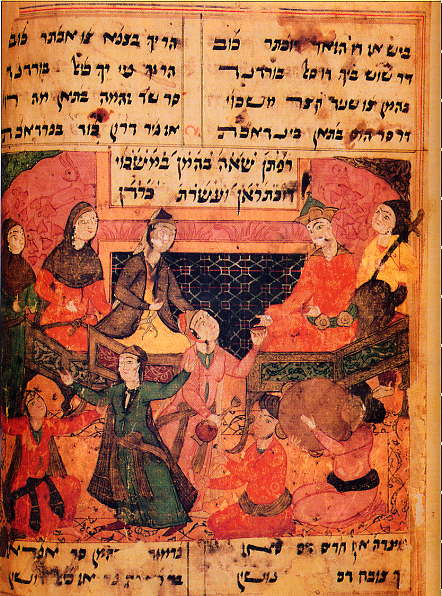
صفحة من نسخة مصورة من كتاب أردشرنامه للشيرازي

شاهين شيرازي كان شاعرًا يهوديًا فارسيًا في القرن الرابع عشر .

## سيرته
التفاصيل المحيطة بسيرته الذاتية ليست واضحة. ومن المعروف أنه عمل في عهد الإلخان أبو سعيد بهادر خان (1316-1335)، وأنه كان أيضًا معاصرًا للشاعر الفارسي حافظ (ت 1390)، وهو أيضًا من شيراز. من غير الواضح ما إذا كان "شاهين" هو الاسم الأول للشاعر أم اسمه المستعار. ومن المحتمل أنه كان من كاشان ودفن في شيراز.

## أعماله
تشمل أعماله دورات ملحمية (ملاحم شعرية) من التوراة وأجزاء لاحقة من الكتاب المقدس العبري. تم تأليف الموسومة في عام 1327، وهي تتضمن روايات من أسفار الخروج واللاويين والأعداد والتثنية. يحتوي العمل على ما يقرب من 10000 بيت شعري .[بحاجة لمصدر] تم تأليف كتابه "تكوين نامه" لسفر التكوين حوالي عام 1358؛ ويحتوي على ما يقرب من 8700 بيت شعري.[بحاجة لمصدر]
تتضمن قصيدته الملحمية عن قصة إستير، أردشير نامه، قصصًا متعددة بالإضافة إلى السرد التوراتي المعروف. على سبيل المثال، يشرح شاهين أيضًا مغامرات شيرو، ابن أردشير (أحاسوروس) والملكة فاشتي [الإنجليزية].

### الطبعات والترجمات
- "אוצר החכמה". tablet.otzar.org.
- "אוצר החכמה". tablet.otzar.org.[7]
- Ardashir-nāmah (The book of Ardashir)[8]
- Ezra-nāmah (The Book of Ezra)[8]
- David Gilinsky, "An original critical edition with English translation of Chapter 26 of Ardashir Nameh", BA Finals Dissertation, Cambridge University, April 1992, available from Cambridge University Library and on SCRIBD.
- Vera Basch Moreen (tr. and ed.), In Queen Esther's Garden: An Anthology of Judeo-Persian Literature (Yale Judaica): Yale 2000, (ردمك 0300079052). Includes excerpts from Shāhin's epics in English translation

### التعديلات الموسيقية
في عام 2022، قام الملحن الإيراني الكندي، إيمان حبيبي، بتأليف أغنية "شاهين نامه" التي فازت بجائزة عزرائيل الموسيقية لعام 2022. شاهين نامه هي مقطوعة موسيقية مدتها 25 دقيقة للأوركسترا والعازف المنفرد تتناول قصة الملكة إستير من أردشير نامه، وتستخدم الشعر من أردشير نامه لشاهين شيرازي. تم تقديم هذه القطعة لأول مرة من قبل أوركسترا متروبوليتان وسبيده رايسادات في مونتريال.

#### بيريشيت نامه
- شاهين، سفر شرح شاهين توراة ، محرر. بقلم شمعون حاخام (القدس 5662/1902) (بالخط العبري).
- منتخب أشعر فارسي الآثار يهوديان إيران ، أد. تأليف: أمنون نيتزر (طهران 1352هـ/1973م)، ص 58-106 (مترجم إلى اللغة العربية).

## طالع أيضًا
- الأدب الفارسي
- اليهود الفرس
- اليهودية الفارسية
- 7dorim.com ( فارسي )

## قراءة إضافية
- أمنون نيتزر: "أدب يهود إيران، دراسة موجزة". باديواند المجلد 1. لوس أنجلوس 1996، ص 5-17.
- إي جي براون. التاريخ الأدبي لبلاد فارس . (أربعة مجلدات، 2256 صفحة، وخمسة وعشرون عامًا من الكتابة). 1998.(ردمك 0-7007-0406-X)رقم ISBN 0-7007-0406-X
- جان ريبكا، تاريخ الأدب الإيراني . شركة ريدل للنشر.